# 棘鲉
棘鲉（学名：Hoplosebastes armatus）为輻鰭魚綱鮋形目鮋亞目鲉科的棘鲉属仅有鱼类。分布于朝鲜、日本以及中国南海、东海、台湾海峡等海域，属于沿海底层小型鱼类，棲息在大陸棚邊緣，生活習性不明。该物种的模式产地在Nakasaki。
它体长可达12.3公分。